# غيدقة صغيرة الرأس
غيدقة صغيرة الرأس (الاسم العلمي: Hydrophis parviceps) (بالإنجليزية: Small-headed seasnake)‏ هي نوع من الزواحف تتبع جنس الغيدقة من فصيلة العرابيد.